# Holtedahlfjella
Die Holtedahlfjella (englisch Holtedahl Peaks) sind eine Gruppe von Berggipfeln und -rücken im ostantarktischen Königin-Maud-Land. Sie liegen nördlich der Scharte Steinskaret in der Orvinfjella und bilden den nördlichen Abschnitt des Kurzegebirges.
In einer Landkarte des Norwegischen Polarinstituts aus dem Jahr 1966 entfällt der Name Holtedahlfjella auf die gesamte Ausdehnung des Kurzegebirges. Letzteres war jedoch bereits bei der Deutschen Antarktischen Expedition 1938/39 benannt worden. Namensgeber des hier beschriebenen Gebirges ist der norwegische Geologe Olaf Holtedahl (1885–1975), der zwischen 1927 und 1928 auf den Südlichen Shetlandinseln und im Palmer-Archipel tätig war.